# Nicolò Da Ponte
Nicolò da Ponte (Venezia, 15 gennaio 1491 – Venezia, 30 luglio 1585) fu l'87º doge della Repubblica di Venezia.

## Biografia

### Infanzia ed educazione
Nacque a Sant'Agnese dal patrizio Antonio e da Regina Spandolino, originaria di Costantinopoli. La famiglia Da Ponte aveva attraversato da poco un periodo di grave dissesto finanziario dopo la conquista ottomana di Negroponte, dove possedeva cospicui beni, ma il matrimonio del padre con una greca fa pensare che ancora mantenesse interessi commerciali in Oriente.
Ciononostante non gli mancò un'ottima educazione, essendosi formato presso il noto "Egnazio" e avendo seguito successivamente lezioni di filosofia all'Università di Padova. Non concluse però gli studi, forse per lo scoppio della guerra della Lega di Cambrai. Riuscì comunque a conseguire il dottorato in medicina a Venezia (1514).

### Carriera
Come tutti i giovani rampolli veneziani, cominciò un promettente cursus honorum (aveva notevoli dote sia fisiche che intellettive) che lo vide eletto savio agli Ordini, ma lo interruppe subito. Pare infatti che nel ventennio tra il 1512 e il 1530 fosse impegnato nei commerci, tant'è che riuscì a costruirsi un sontuoso palazzo a San Maurizio e a mettere da parte una fortuna stimata in 150.000 ducati. Al contempo, coltivava con successo gli interessi culturali: nel 1521 ebbe il compito di sostituire per due anni Sebastiano Foscarini come lettore di filosofia alla scuola di Rialto.

### Matrimonio
Nel 1520 sposò Arcangela di Alvise Canal che gli diede Antonio e Paolina. Essendogli premorto il figlio (1558), lasciò i suoi beni al nipote Nicolò con il quale, morto nel 1590 senza eredi, si estinse il ramo dei Da Ponte cui apparteneva.
Nel 1570 divenne procuratore di San Marco.

### Dogado e morte
Divenne doge il 3 marzo 1578. L'elezione fu lunga (si arrivò al quarantaquattresimo scrutinio) e non priva di contrasti.
Nonostante l'età, specie per l'epoca assai avanzata, il suo dogado durò più di sette anni e lo vide molto attivo e presente nell'amministrazione dello Stato. Durante la crisi interna del 1581-82, che portò alla riforma del Consiglio dei Dieci, rappresentò un riferimento per i giovani politici. In più occasioni si distinse per il suo anticlericalismo. Morì nel 1585 alla veneranda età di novantaquattro anni.